# Here I Stand
Here I Stand (en español:Aquí Estoy de Pie) es el quinto álbum de estudio de Usher. Este fue lanzado el 27 de mayo de 2008 en los Estados Unidos. El primer sencillo del álbum, "Love in this club", fue producido por Polow da Don y alcanzó un elevado éxito internacional.

## Lista de canciones

### Edición Internacional
| EDICIÓN INTERNACIONAL |                                                 |                                      |       |
| Estados Unidos        |                                                 |                                      |       |
| 1                     | "Intro"                                         | JLack                                | 01:30 |
| 2                     | "Love In This Club"* Con Young Jeezy            | Polow Da Don                         | 04:20 |
| 3                     | "This Ain't Sex"                                | Tricky Stewart; Jazze Pha            | 04:24 |
| 4                     | "Trading Places"                                | L.O.S. da Maestro                    | 04:28 |
| 5                     | "Moving Mountains"                              | Tricky Stewart; The-Dream            | 04:58 |
| 6                     | "What's Your Name?"* Con Will.I.Am              | Will.I.Am                            | 03:58 |
| 7                     | "Prayer For You"* Interlude                     |                                      | 01:43 |
| 8                     | "Something Special"                             | Jermaine Dupri; Manuel Seal          | 03:57 |
| 9                     | "Love You Gently"                               | Dre & Vidal                          | 03:39 |
| 10                    | "Best Thing"* Con Jay-Z                         | Jermaine Dupri; Manuel Seal; No I.D. | 03:54 |
| 11                    | "Before I Met You"                              | Bryan-Michael Cox                    | 04:56 |
| 12                    | "His Mistakes"                                  | Stargate; Ne-Yo                      | 04:59 |
| 13                    | "Appetite"                                      | Danja; The Clutch                    | 03:58 |
| 14                    | "What's A Man To Do"                            | Stargate                             | 04:09 |
| 15                    | "Lifetime"                                      | JLack                                | 04:36 |
| 16                    | "Love In This Club II"* Con Beyoncé y Lil Wayne | Soundz                               | 05:09 |
| 17                    | "Here I stand"                                  | Dre & Vidal                          | 04:10 |
| 18                    | "Will Work For Love"* Hidden Track              | J.R. Rotem                           | 03:16 |

### Pistas adicionales
|                | Título                     | Producción   | Duración |
| -------------- | -------------------------- | ------------ | -------- |
| BONUS TRACKS   |                            |              |          |
| Estados Unidos |                            |              |          |
| 19             | "Love In This Club"* Remix | Jason Nevins | 06:46    |

## Paradas y certificaciones
| Parada (2008)  | Proveedor (es)                     | Mejor posición | Certificación | Ventas  |
| -------------- | ---------------------------------- | -------------- | ------------- | ------- |
| Australia      | ARIA                               | 1              | Platino       | 80,280  |
| Austria        | IFPI                               | 24             |               |         |
| Bélgica        | Ultratop / Nielsen                 | 3              | Oro           | 13,000  |
| Canadá         | Nielsen SoundScan                  | 1              | Platino       | 140,789 |
| Dinamarca      | IFPI                               | 15             |               |         |
| Países Bajos   | NVPI                               | 5              |               |         |
| Francia        | SNEP                               | 7              |               | 15,907  |
| Finlandia      | IFPI                               | 39             |               |         |
| Alemania       | Media Control                      | 10             |               |         |
| Japón          | Oricon                             | 4              |               | 77,000  |
| Irlanda        | IRMA                               | 2              | Platino       | 16,000  |
| Noruega        | IFPI                               | 16             |               |         |
| Nueva Zelanda  | RIANZ                              | 5              | Oro           | 9,700   |
| Suecia         | GLF                                | 18             |               |         |
| Suiza          | IFPI                               | 4              |               |         |
| UK Album Chart | BPI/The Official UK Charts Company | 1              | Oro           | 154,097 |
| Billboard 200  | Billboard                          | 1              | Oro           | 906,641 |